# Omonadus floralis
Omonadus floralis – gatunek chrząszcza z rodziny nakwiatkowatych i podrodziny Anthicinae.
Gatunek ten został opisany w 1758 roku przez Karola Linneusza jako Meloe floralis.

## Opis

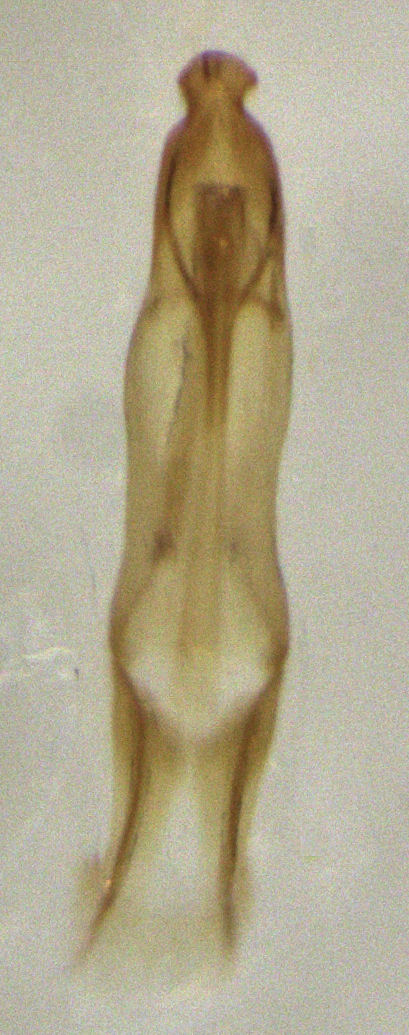
Edeagus

Chrząszcz o ciele długości od 3 do 3,5 mm, z wierzchu szczątkowo owłosionym. Głowę ma dużą, trapezowatą w zarysie, o długich i równoległych, mniej więcej równych długością średnicom oczu skroniach, tylnych kątach prostych oraz tylnym brzegu lekko wklęsłym pośrodku, ubarwioną brunatnie z przyciemnieniem, zwykle obejmującym jej przednią część. Krótkie czułki są ku szczytom pogrubione, podobnie jak głaszczki ubarwione jasnobrunatnie. Punkty na głowie są delikatne i oddalone od siebie mniej więcej o swoje średnice, a między nimi zauważyć można delikatną mikrorzeźbę. Wypukłe i ku podstawie silnie zwężone przedplecze ma dwa położone blisko siebie guzki środkowe za przednim brzegiem. Barwa przedplecza jest brunatna z czerwonawym odcieniem. Punkty na przedpleczu są gęściej rozmieszczone, acz równie delikatne jak na głowie. Kształt pokryw jest owalny z wyraźnie zaznaczonymi barkami, najszerszy trochę za środkiem, nieco tęższy niż u O. formicarius. Między guzami barkowymi rozciąga się półkoliste wgniecenie. Kolor pokryw jest ciemnobrunatny z rozjaśnionymi częściami barkowymi, a czasem też przyszwowymi. Punktowanie pokryw jest większe niż przedplecza i głowy, a włoski na nich krótsze niż odległości między punktami, słabiej widoczne niż u O. formicarius. Odnóża są jasnobrunatne, ale zwykle z ciemnobrunatnymi udami.

## Biologia i ekologia
Owad ten zasiedla suche i piaszczyste stanowiska na polach, pobrzeżach lasów i w ogrodach, gdzie spotyka się go pod opadłymi liśćmi, w próchnicy, pod sianem, słomą, w pryzmach kompostowych i pod innymi rodzajami rozkładającej się materii roślinnej. Często współwystępuje z podobnym O. formicarius. Owady dorosłe bardzo chętnie latają, czasami nawet gromadnie przylatując do światła.
W Polsce owady dorosłe aktywne są od czerwca do września, a w Bawarii już od kwietnia, przypuszczalnie wydając tam na świat więcej niż jedno pokolenie w ciągu roku. Rozwój larwy zajmuje około 6 tygodni, a stadium poczwarki trwa około 6 dni.

## Rozprzestrzenienie
Gatunek kosmopolityczny, znany ze wszystkich krain zoogeograficznych, przypuszczalnie wywodzący się z krainy orientalnej. W Europie sięga od Morza Śródziemnego na południu aż za koło podbiegunowe na północy i stwierdzony został w Portugalii, Hiszpanii, Francji, Irlandii, Wielkiej Brytanii, Belgii, Holandii, Niemczech, Szwajcarii, Liechtensteinie, Austrii, Włoszech, Malcie, Danii, Szwecji, Norwegii, Finlandii, Estonii, Łotwie, Litwie, Polsce, Czechach, Słowacji, Węgrzech, Białorusi, Rosji, Rumunii, Bułgarii, Chorwacji, Bośni i Hercegowinie, Albanii, Macedonii i Grecji.